# Poustevna svatého Ondřeje (Solovecký klášter)
Poustevna svatého Ondřeje (rusky Андреевский скит) je jedna z pousteven Soloveckého kláštera, založená pozdějším moskevským metropolitou Filipem II. v polovině 16. století na nejzápadnějším cípu Velkého zaječího ostrova Soloveckého souostroví. Zdejší chrám sv. Ondřeje nechal za svého pobytu na ostrově vystavět roku 1702 Petr I. Veliký.

## Historie
Až do poloviny 16. století bylo na Velkém a Malém zaječím ostrově podle všeho pouze zázemí pro příležitostně přijíždějící rybáře a lovce. Velké změny nastaly za vlády představeného Filipa (pozdější metropolita Filip II.), kdy zde byla postavena kamenná obytná budova, kuchyň a přístav. Zmiňují se o nich již roku 1566 angličtí cestovatelé, kteří na ostrově pobyli.
V roce 1691 byla na Velký zaječí ostrov přenesena kaple sv. Jana Křtitele, kterou postavili carští střelci během obléhání Soloveckého klášter v rámci tzv. soloveckého povstání proti reformám patriarchy Nikona.

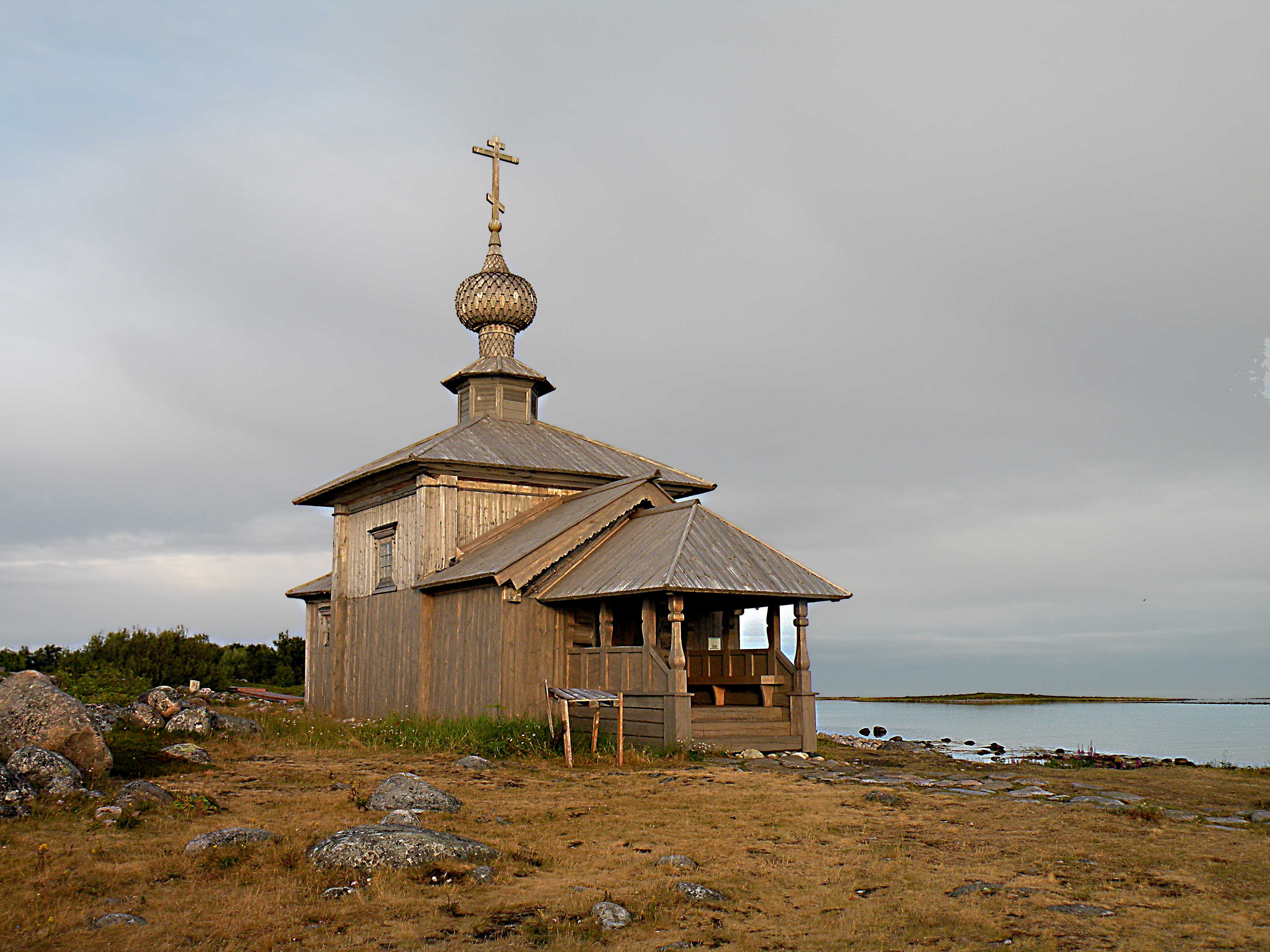
Chrám sv. Ondřeje, postavený vojáky Petra I.

Roku 1702 pobýval v poustevně sv. Ondřeje samotný Petr I. Veliký. Ten přijel studovat hradby Soloveckého kláštera, neboť systém opevnění byl velmi podobný švédské pevnosti Nöteborg na Ladožském jezeře, kterou také téhož roku úspěšně dobyl. Mezi 10. a 16. srpnem 1702 kotvila eskadra Petra I. u břehů Zaječích ostrovů a během toho car se svou družinou několikrát navštívil Velký zaječí ostrov a prohlížel si jej. Na jeho příkaz zde vojáci postavili dřevěný chrám zasvěcený svatému Ondřeji, patronovi ruského námořnictva. Traduje se, že právě zde car vymyslel konečnou podobu tzv. svatoondřejské vlajky, symbolu ruského námořnictva, a že právě zde byla v chrámu sv. Ondřeje poprvé vysvěcena. Petrovi vojáci zde také z dlouhé chvíle postavili nový kamenný labyrint, nedaleko od původního neolitického.
Od 18. století fungovala poustevna sv. Ondřeje jako celnice. Všechny lodě musely nejdříve přistát zde, kde se prověřilo, zda nevezou na Solovecký ostrov zakázané věci (např. alkohol či tabák). Během Krymské války byla poustevna napadena Brity, chrám sv. Ondřeje byl vyloupen, znesvěceny ikony a odvezen zvon.
Ve 20. a 30. letech se zde nacházela jedna z poboček Soloveckého tábora zvláštního určení. Fungoval zde tzv. trestný izolátor pro ženy. Po uzavření tábora byl ostrov opuštěn a budovy chátraly.

## Současnost
První bohoslužba po dlouhé době se zde konala roku 1990. Rekonstrukce chrámu sv. Ondřeje byla dokončena v roce 2009. Zrekonstruovány byly i ostatní dochované objekty (kuchyň, sklep a obytná budova), byl položen dřevěný chodník, aby četné turistické výpravy nepoškozovaly zdejší tundru.
Místo má vzhledem ke své historii symbolický význam pro Námořnictvo Ruské federace. V srpnu 2006 námořníci vlastními silami vztyčili v areálu poustevny poklonný kříž na památku všech zahynuvších námořníků, kteří sloužili na ponorkách. V chrámu sv. Ondřeje bývají také vysvěcovány vlajky některých nových plavidel, např. jaderné ponorky Kazaň roku 2016.

## Galerie

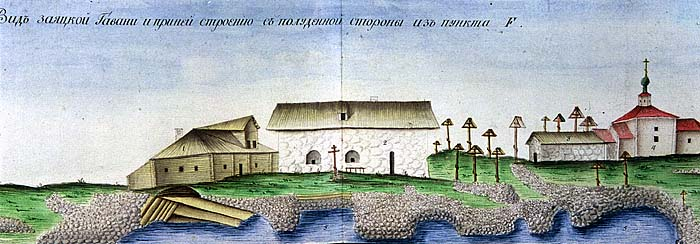
Poustevna s přístavem na konci 18. stol.
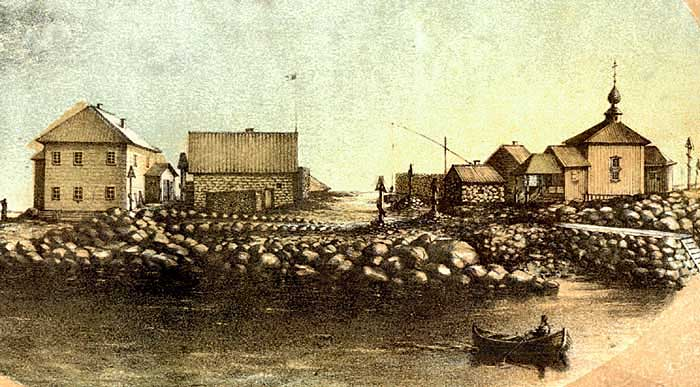
Poustevna roku 1884
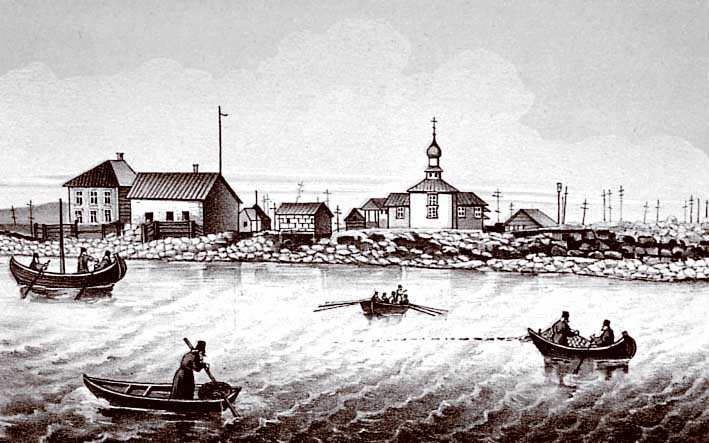
Poustevna na konci 19. století
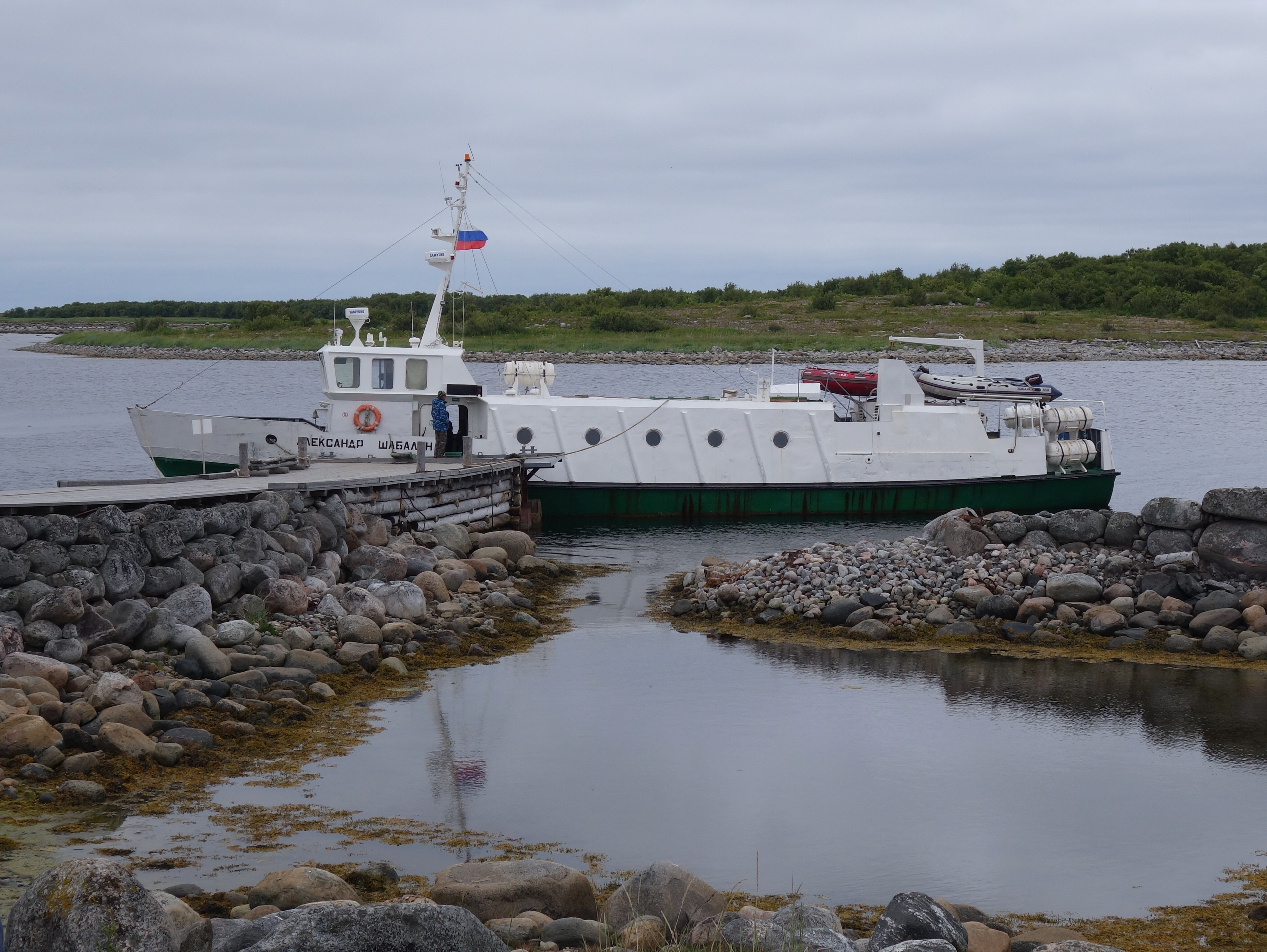
Přístaviště (v popředí historický dok)
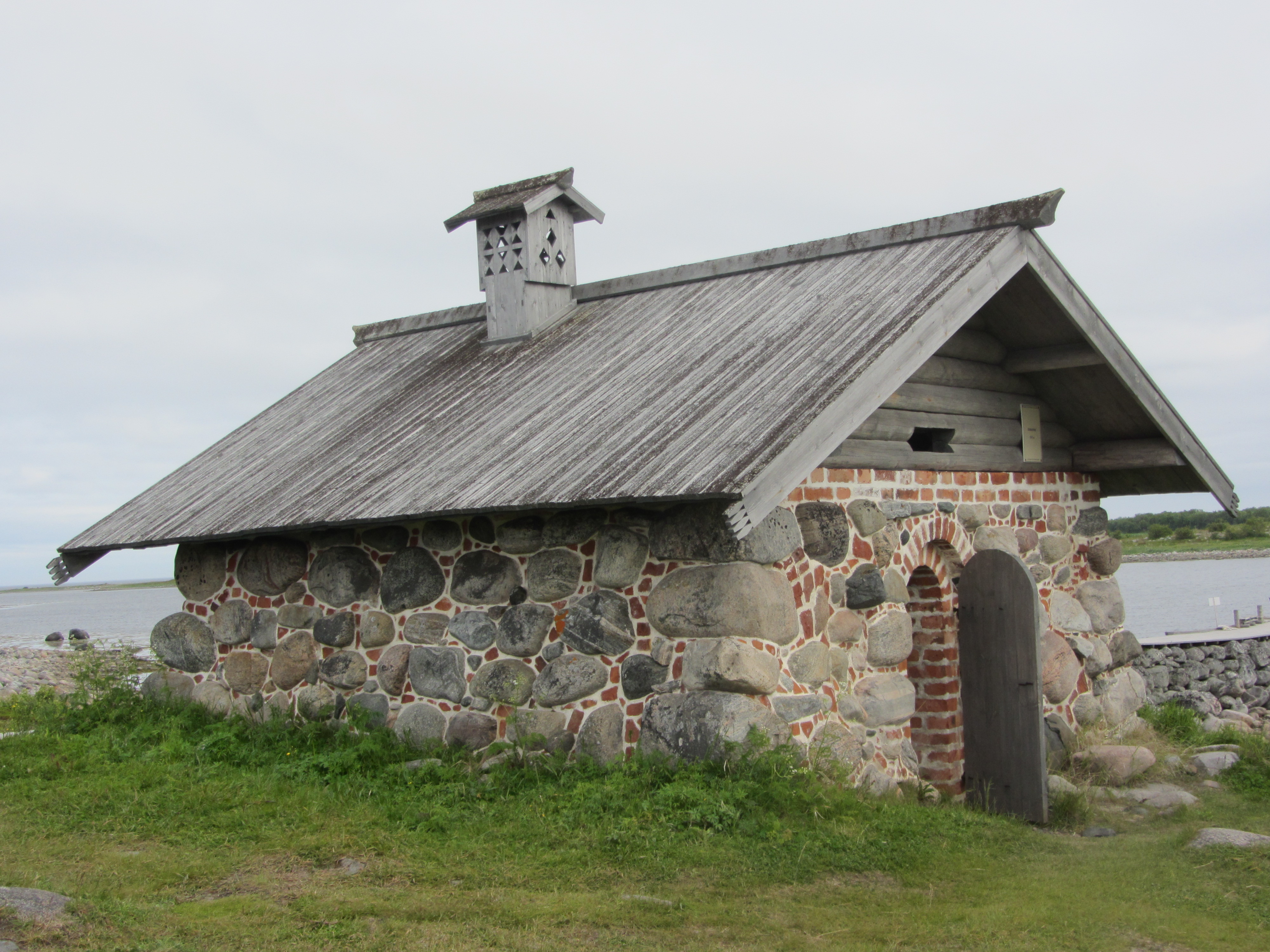
Kuchyň
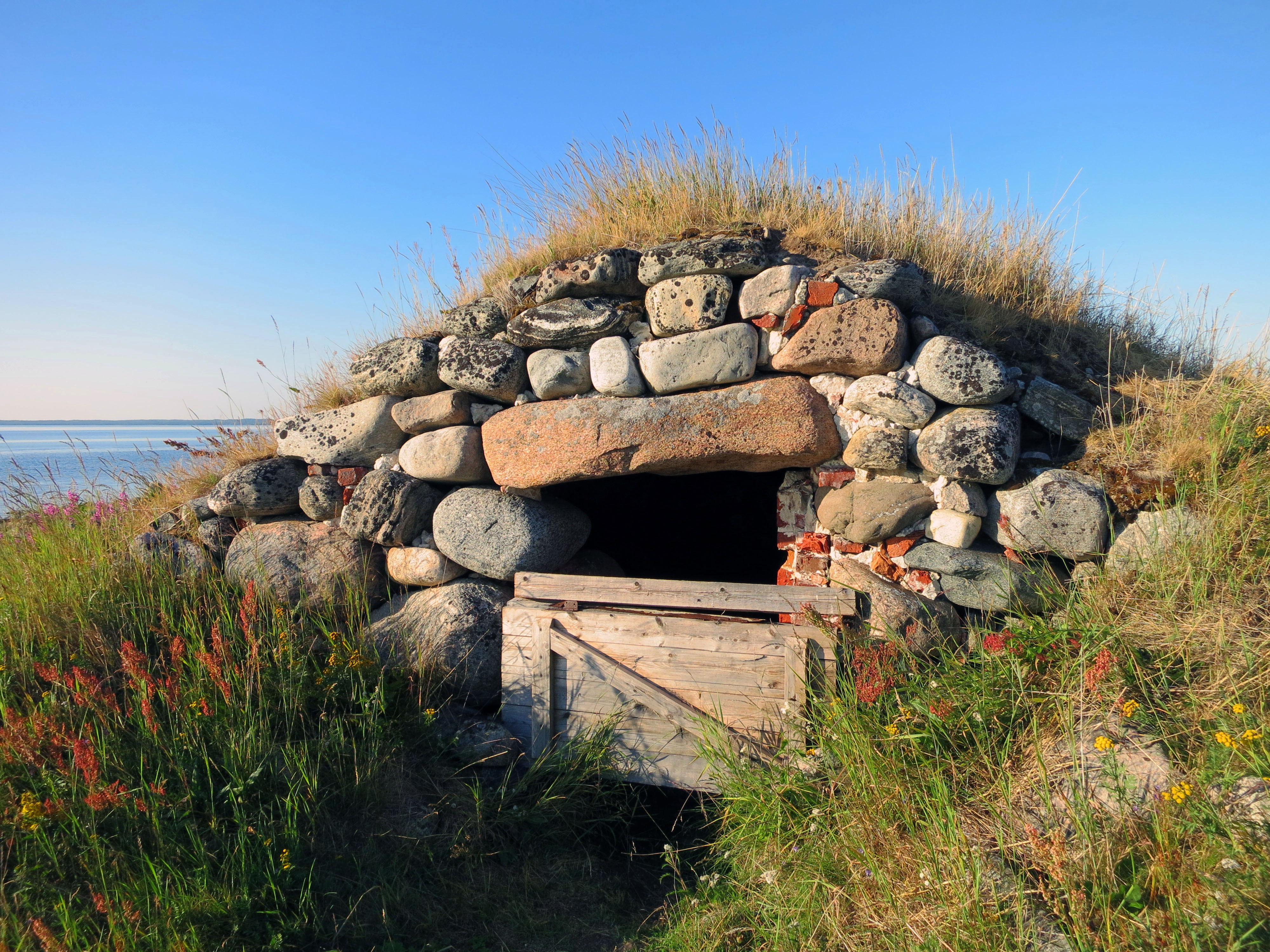
Sklep
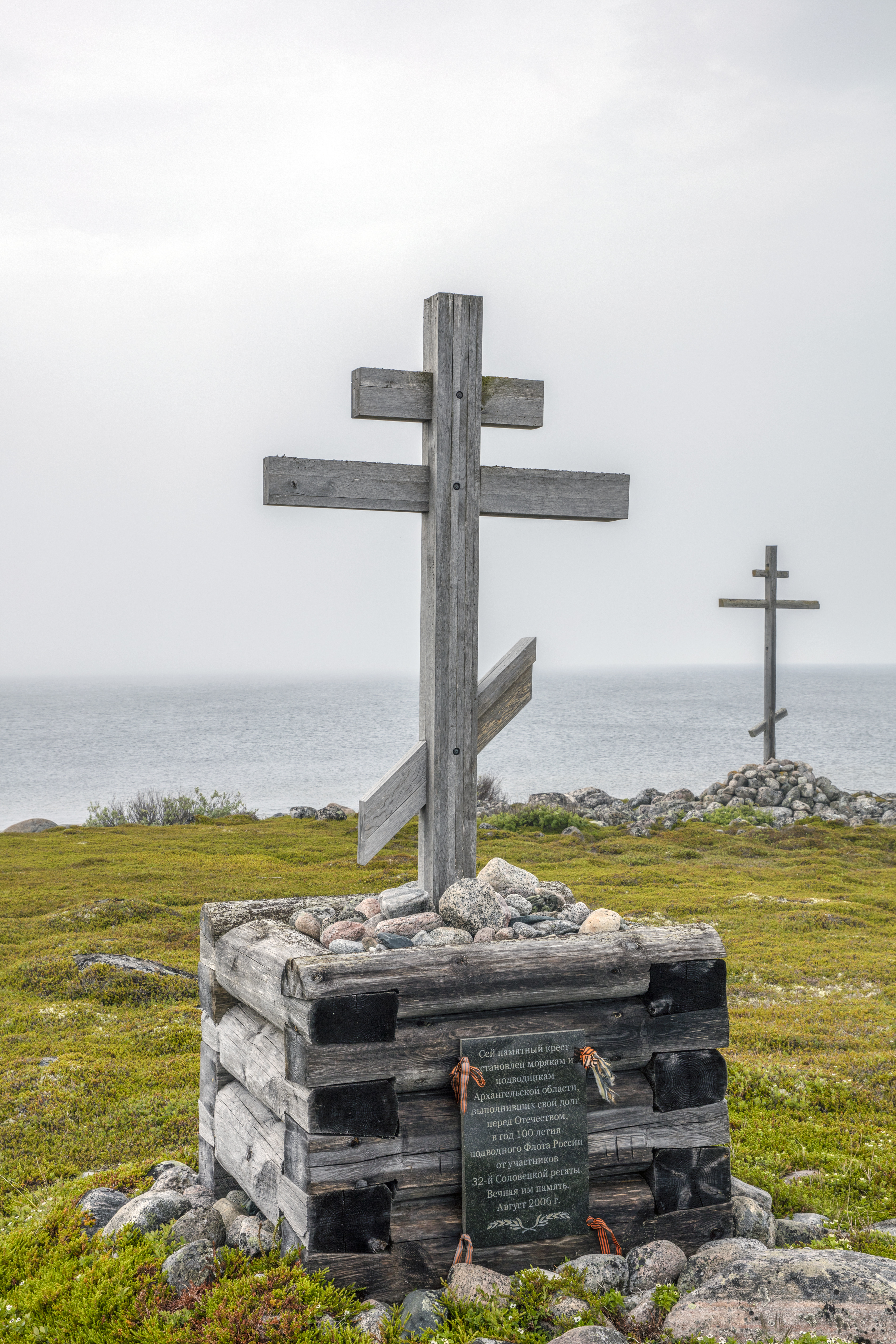
Poklonný kříž zahynuvším osádkám ponorek
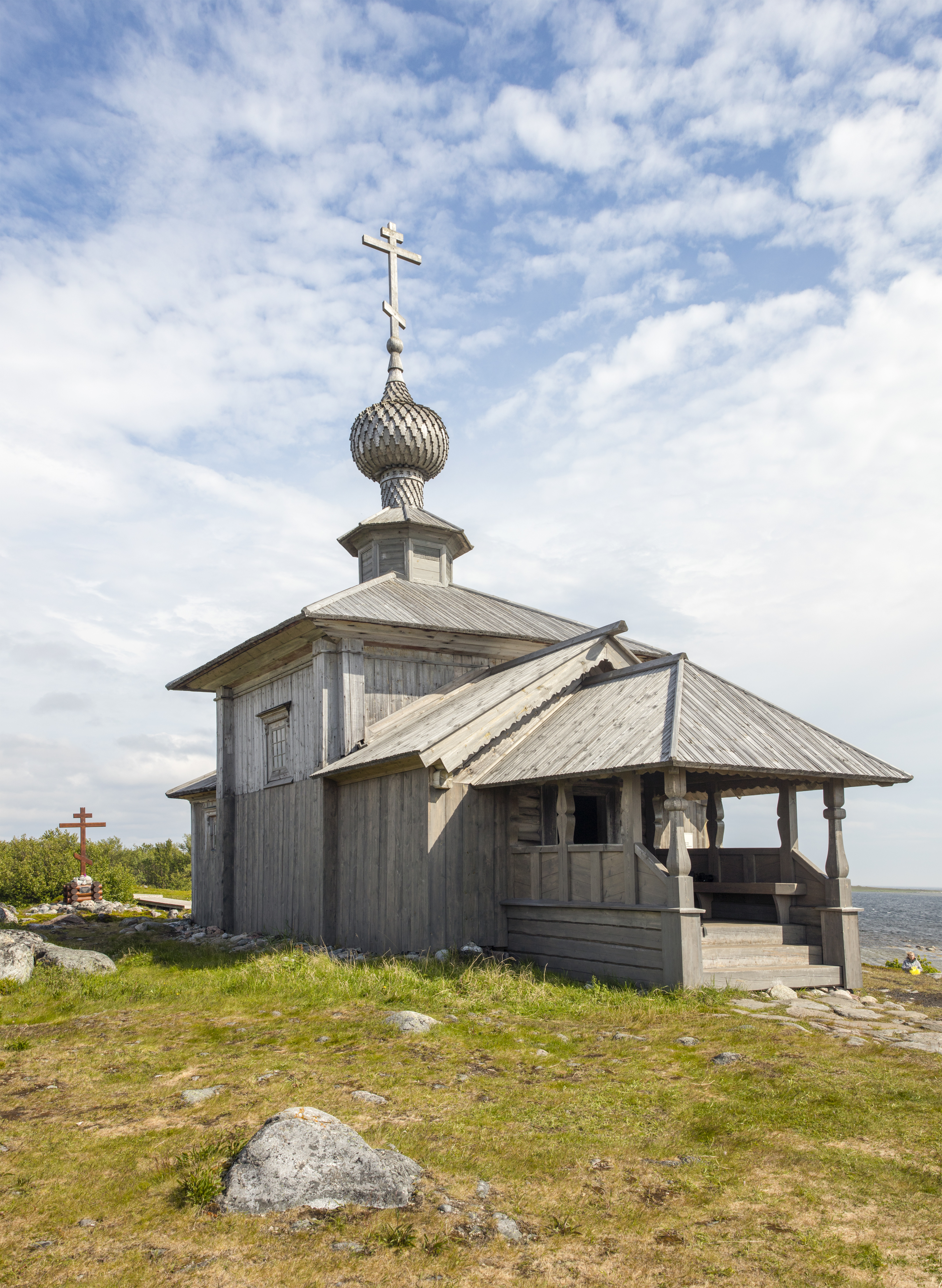
Chrám sv. Ondřeje
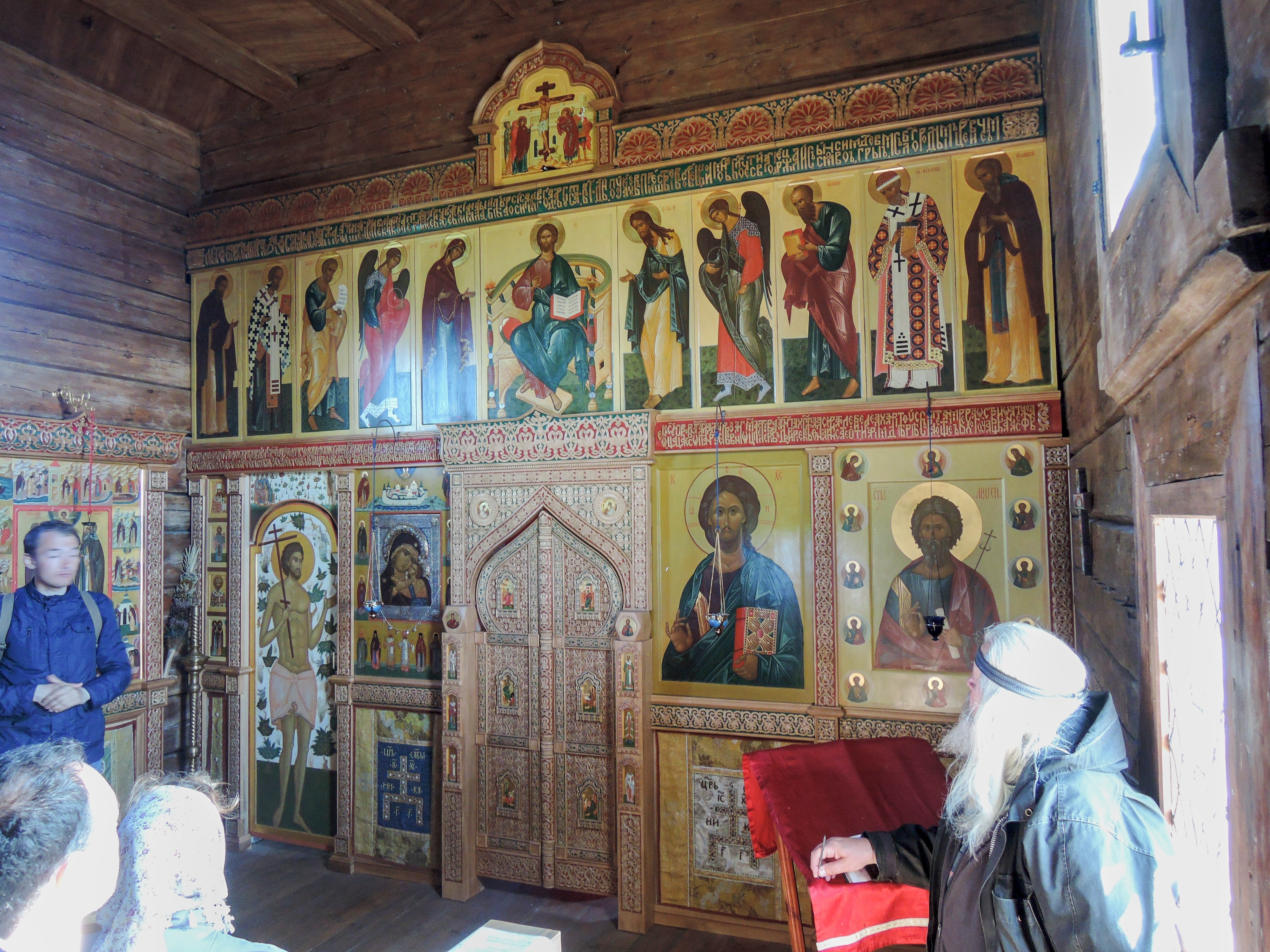
Nový ikonostas chrámu sv. Ondřeje
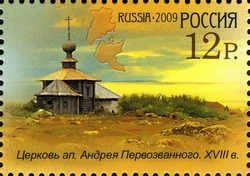
Chrám sv. Ondřeje na známce
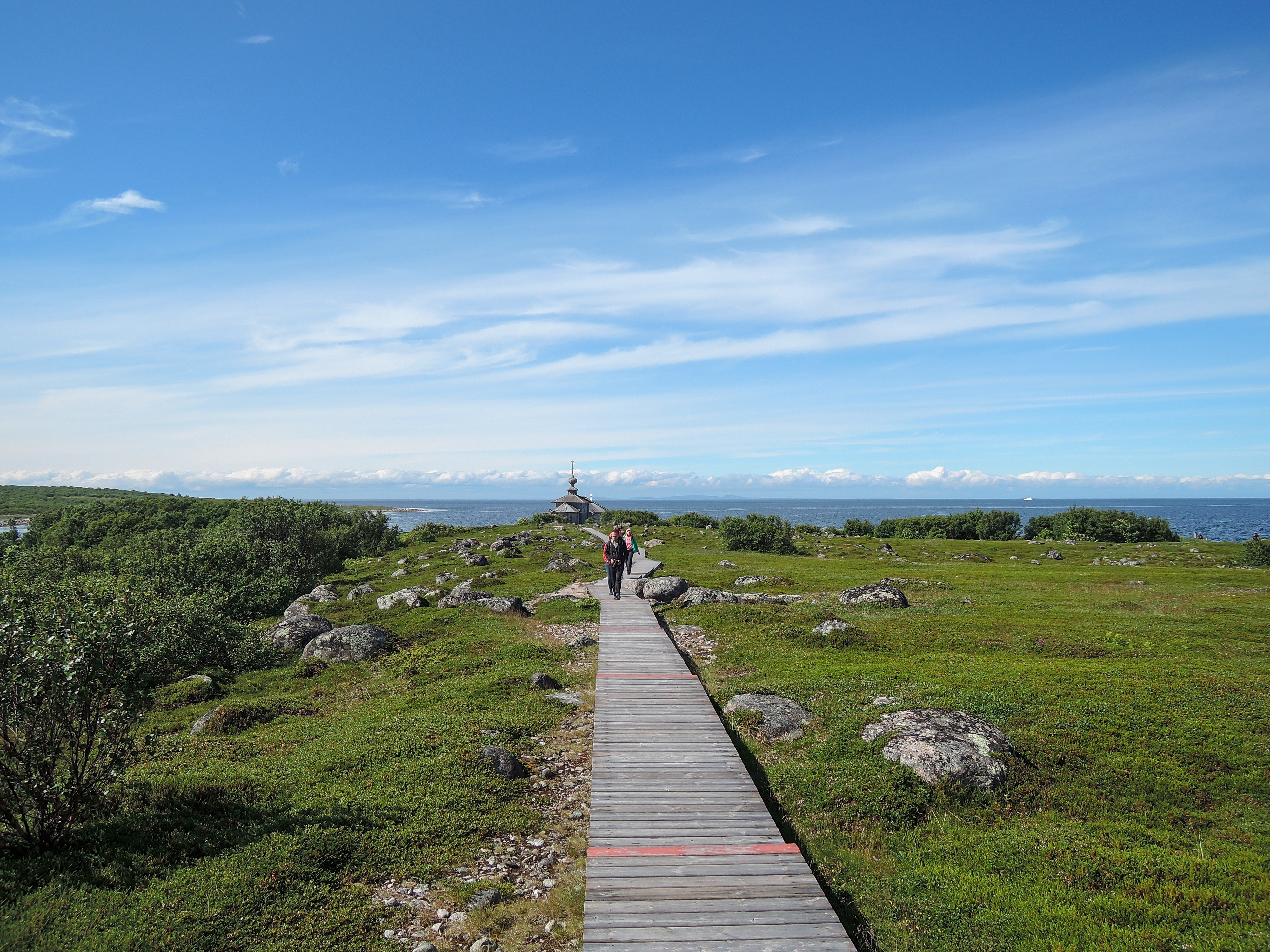
Dřevěný chodník nedaleko poustevny
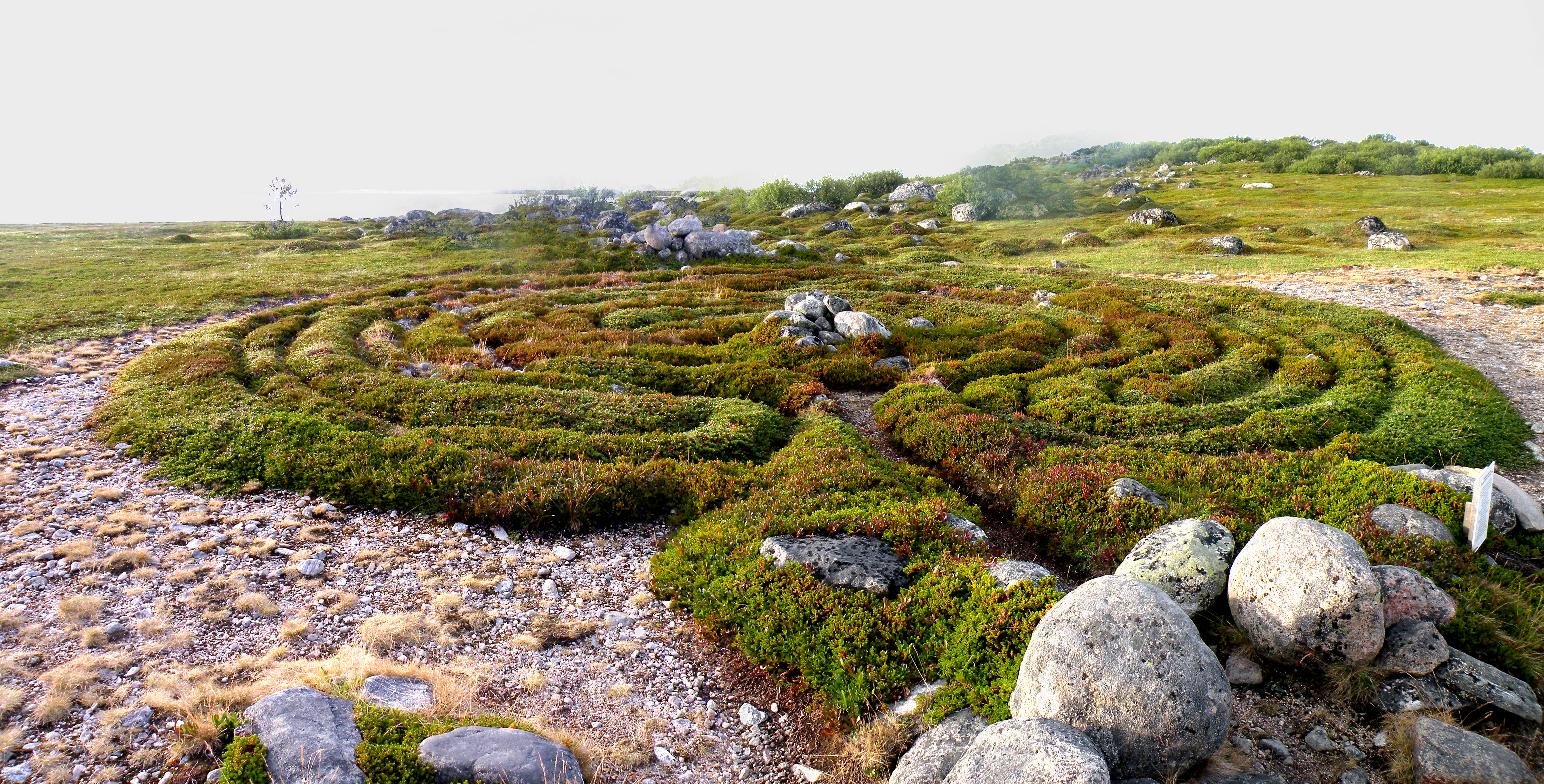
Jeden z kamenných labyrintů nedaleko od poustevny